# Malatesta I Malatesta
Malatesta I Malatesta, llamado della Penna (Pennabilli, 1183 – Rímini, noviembre 1248), fue un condotiero italiano.

## Biografía
Hijo de Malatesta "Menor" (o Malatesta Malatesta, que murió en 1197 ), y de una mujer cuya historia se desconoce por completo, llamada Alaburga, perdió a su padre a temprana edad, y se vio obligado a mudarse a la casa de su tío Giovanni, miembro del Consejo General del Municipio de Rimini.
La primera aparición de Malatesta en documentos públicos se remonta a 1197, cuando se encontró en el centro de una delicada negociación con el Municipio de Rimini, flanqueado por su tío Giovanni y los Verucchiesi. Los dos Malatestas juraron que el control sobre Verucchio había sido efectivamente cedido al Municipio de Rímini.
El 18 de marzo de 1216, Giovanni y Malatesta entraron en la ciudad de Rímini, jurando ciudadanía, obteniendo numerosas ventajas, como la que les eximía de todos los impuestos y recaudaciones, y la del reconocimiento de plena jurisdicción sobre sus posesiones y control directo sobre los habitantes.
En 1228 fue podestà de Pistoia y dirigió los ejércitos de los pistoiesi contra Florencia en la batalla de Vairano, donde fue hecho prisionero, pero fue liberado al poco tiempo. Por haberse opuesto al legado del Papa Gregorio IX, fue excomulgado junto con el pueblo de Pistoia.
Fiel partidario de Federico II, obtuvo un título del emperador   y se comprometió a servir a la liga nacida entre las ciudades de Rávena, Forlì y Faenza, el 20 de mayo de 1230 .
En 1239 fue alcalde de Rímini por primera vez y lo fue por segunda vez en 1247.  
Murió en noviembre de 1248.

## Genealogía
```
Malatesta I Malatesta (1183-1248)
[
1
]

= Adelasia
│
└── 
Malatesta da Verucchio
 (1212-1312)
    =(1) Concordia di Enrighetto
    │
    ├── 
Malatestino
 (m. 1317)
    │   = Giacoma de' Rossi
    │   │
    │   ├── 
Ferrantino
 (1258-1353)
    │   │   = Belluccia
    │   │   │
    │   │   └── 
Malatestino Novello Malatesta
 (?-1335)
    │   │
    │   └── 
Giovanni III
 (?-1375)
    │        = ?
    │        │
    │        └── 
Carlo III
 (?-1486)
    │            + ?
    │            │
    │            └── 
Ramberto Novello
  (1475–1532)
    │                + ?
    │                │
    │                ├── Galeotto
    │                │
    │                └── 
Carlo V
 (?-1544)
    │
    ├── Rengarda = 
Francesco Manfredi
 (1260-1343) signore di Faenza
    │
    ├── 
Gianciotto
 (m. 1304)
    │   = 
Francesca da Polenta

    │   │
    │   └── Concordia
    │
    │   = Ginevra Zambrasi
    │   │
    │   ├── Tino
    │   │
    │   ├── Rengardina
    │   │
    │   ├── 
Guido Arciprete

    │   │
    │   ├── 
Ramberto
(m. 1330)
    │   │
    │   └── Margherita
    │
    │
    ├── 
Paolo
 (1246-1285)
    │   = Orabile Beatrice
    │   │
    │   ├── 
Uberto
 (1270-1324)
    │   │    = ?
    │   │    │
    │   │    └── 
Ramberto I
 (1302–1367)
    │   │         = ?
    │   │         │
    │   │         └── 
Niccolò I
 (?-1374)
    │   │              = ?
    │   │              │
    │   │              └── 
Pandolfo V

    │   │
    │   └── Margherita
    │
    └── Ramberto
```

```
=(2) Margherita Paltenieri di Monselice
    │
    ├── Maddalena
    │
    ├── 
Simona

    │
    └── 
Pandolfo I
 (?-1326)
        = Taddea
        │
        ├── 
Malatesta III

        │   = Costanza Ondedei
        │   │
        │   ├── 
Pandolfo II
 (1325-1373)
        │   │   = Paola Orsini
        │   │   │
        │   │   └── 
Malatesta IV Malatesta
 (1370-1429)
        │   │       = Elisabetta da Varano
        │   │       │
        │   │       ├── 
Galeazzo
 (1385-1452)
        │   │       │   = Battista da Montefeltro
        │   │       │
        │   │       ├── 
Carlo II
 (1390-1438)
        │   │       │   = Vittoria Colonna
        │   │       │
        │   │       ├── Taddea (?-1427)
        │   │       │
        │   │       ├── 
Pandolfo
 (1390-1441)
        │   │       │
        │   │       ├── 
Galeotto II
 (1398-1414)
        │   │       │
        │   │       ├── Paola (?-1447)
        │   │       │   = 
Gianfrancesco Gonzaga

        │   │       │
        │   │       └── 
Cleofe
 (?-1433)
        │   │           = 
Teodoro II Paleologo (Despota della Morea)

        │   │
        │   ├── 
Malatesta Ungaro
 (1327-1375)
        │   │   = ?
        │   │   │
        │   │   └── 
Costanza
 (?-1378)
        │   │
        │   │   = Costanza d'Este
        │   │
        │   ├── Caterina
        │   │
        │   ├── Masia
        │   │
        │   ├── Ginevra (1350-?)
        │   │
        │   └── Melchina
        │
        └── 
Galeotto I
 (1299-1385)
            = Elisa de la Villette
            = Gentile da Varano
            │
            ├── 
Carlo I Malatesta
 (1368-1429)
            │
            ├── 
Pandolfo III
 (1370-1427)
            │   + 
Antonia da Barignano

            │   │
            │   ├── 
Galeotto Roberto
 (1411–1432)
            │   │   = 
Margherita d'Este

            │   │
            │   ├── 
Sigismondo
 (1417–1468)
            │   │   = 
Ginevra d'Este

            │   │   = 
Polissena Sforza

            │   │   │
            │   │   ├── Galeotto (1442)
            │   │   │
            │   │   └── Giovanna (1444-1511)
            │   │       = Giulio Cesare da Varano
            │   │
            │   │   = 
Isotta degli Atti

            │   │   │
            │   │   ├── Roberto (1447)
            │   │   │
            │   │   ├── Sallustio
            │   │   │
            │   │   ├── Vittorio
            │   │   │
            │   │   └── 
Roberto
 (1440-1482)
            │   │       = 
Elisabetta da Montefeltro

            │   │       │
            │   │       └── 
Pandolfo IV
 (1475-1534)
            │   │
            │   └── 
Domenico
 (1418-1465)
            │       = 
Violante da Montefeltro

            │
            ├── 
Margherita
 (1370-1399)
            │   = 
Francesco I Gonzaga

            │
            ├── 
Andrea
 (1373-1416)
            │
            └── 
Galeotto Belfiore
 (1377-1400)
```